# Hasztrud
Hasztrud (perski: هشترود) – miasto w Iranie, w ostanie Azerbejdżan Wschodni. W 2006 roku miasto liczyło 18 418 mieszkańców w 4493 rodzinach.